# غاما الأسد b
غاما الأسد b أو (Gamma1 Leonis b) في تسمية باير الدليلة هو كوكب خارج المجموعة الشمسية مؤكد  على بعد 125.5 سنة ضوئية من الأرض في كوكبة الأسد في مدار حول نجم جبهة الأسد العملاق. أعلن عن اكتشافة في 6 نوفمبر 2009 من قبل إينوو هان وآخرون. وتم الاكتشاف من خلال قياس السرعة الشعاعية للنجم المستضيف. يبعد غاما الأسد b عن نجمه 1.19 وحدة فلكية ويكمل مدارة خلال 429 يوم . غاما الأسد b كوكب عملاق تقدر كتلتة الدنيا بنحو 8.78 كتلة مشترية.